# Dilar similis
Dilar similis là một loài côn trùng trong họ Dilaridae thuộc bộ Neuroptera. Loài này được Monserrat miêu tả năm 1989.